# Le cinque chiavi del terrore
Le cinque chiavi del terrore (Dr. Terror's House of Horrors) è un film horror britannico del 1965, il primo prodotto dalla Amicus Productions, diretto da Freddie Francis.

## Trama
In uno scomparto di un treno al binario di una stazione di Londra si trovano cinque estranei. Poco prima della partenza, un sesto personaggio dall'aspetto misterioso (interpretato da Peter Cushing) si unisce al gruppo.
Dichiara di essere il dottor Shock (Schreck, nella versione originale) e si offre di leggere il futuro ai presenti per mezzo dei suoi tarocchi, che egli chiama "le chiavi del terrore". È sufficiente, spiega, che una persona tocchi tre volte il mazzo e le carte le sveleranno il futuro: le prime quattro prevederanno gli eventi e la quinta offrirà, qualora esista la possibilità, un suggerimento su come cambiarli.
Uno per volta i passeggeri toccano le carte: il destino di ognuno viene presentato in un diverso episodio.
L'uomo lupo (Werewolf)
L'architetto Jim Dawson, tornato nella sua casa d'origine, ormai venduta ad una ricca e affascinante vedova, per apportare delle modifiche, dovrà affrontare un licantropo, proprietario originario a cui venne sottratta la casa dalla famiglia di Dawson e protetto dalla donna.
La vite rampicante (Creeping Wine)
Bill Rogers, in compagnia della sua famiglia, verrà attaccato, al rientro dalle vacanze estive, da rampicanti che potranno essere sconfitti solamente tramite l'utilizzo del fuoco, strumento di paura per qualsiasi essere vivente.
Voodoo (Voodoo)
Biff Bailey, trombettista, ottiene un ingaggio ad Haiti assieme alla sua band. In cerca di divertimento, viene avvertito di tenersi alla larga dal voodoo, ma assiste ugualmente ad uno dei riti. Riorchestrare per i suoi fini la musica sentita in quel contesto, non sarà senza conseguenze.
La mano strisciante (Crawling Hand)
Franklyn Marsh, famoso critico d'arte, dopo aver impietosamente giudicato le opere del pittore Eric Landor, verrà perseguitato dalla mano mozzata di questi. Il pittore aveva deciso di uccidersi dopo aver perso la mano, poiché investito dal critico.
Vampiro (Vampire)
Bob Carroll, giovane medico trasferitosi in una nuova casa assieme alla moglie, con l'ausilio del Dr. Blake si renderà conto di aver sposato un vampiro. Sarà proprio Blake ad invogliare il collega ad uccidere, tramite un pugnale in legno, la moglie per poi far credere alla polizia che il giovane sia pazzo in quanto, nella cittadina in cui vivono, "non vi è posto né per due medici né per due vampiri".

## Distribuzione
Il film è stato distribuito nei cinema britannici dal 23 febbraio 1965. Negli Stati Uniti il film è uscito il 28 febbraio 1965.